# 드와이트 티엔달리
드와이트 티엔달리(Dwight Tiendalli, 1985년 10월 21일 ~ )는 네덜란드의 전 축구 선수이다. 현역 시절 포지션은 풀백이었다.